# Senat Oklahomy
Senat Oklahomy (Oklahoma Senate) – izba niższa parlamentu stanowego amerykańskiego stanu Oklahoma. Składa się 48 członków wybieranych na czteroletnią kadencję, przy czym co dwa lata odnawiana jest połowa składu izby. Wybory odbywają się w jednomandatowych okręgach wyborczych, z zastosowaniem ordynacji większościowej. Co do zasady, Senat odbywa jedną sesję w roku, trwającą od pierwszych dni lutego do ostatniego piątku maja. Sesje nadzwyczajne mogą być zwoływane decyzją gubernatora stanu lub na wniosek kwalifikowanej większości senatorów. 
Do Senatu może zostać wybrany obywatel USA, który w dniu wyborów ma ukończone 25 lat i zamieszkuje na terenie okręgu wyborczego, z którego kandyduje. Nie wolno mu wyprowadzić się poza okręg przez cały czas sprawowania mandatu, pod rygorem jego utraty. Dodatkowo w Oklahomie obowiązuje zasada, iż nikt nie może zasiadać w parlamencie stanowym dłużej niż 12 lat w ciągu całego swojego życia. Bierze się tu pod uwagę zarówno czas spędzony w Senacie, jak w Izbie Reprezentantów.
Formalnie Senatowi przewodniczy z urzędu zastępca gubernatora stanu. W praktyce pracami izby kieruje przewodniczący pro tempore, którego senatorowie wybierają z własnego grona. 

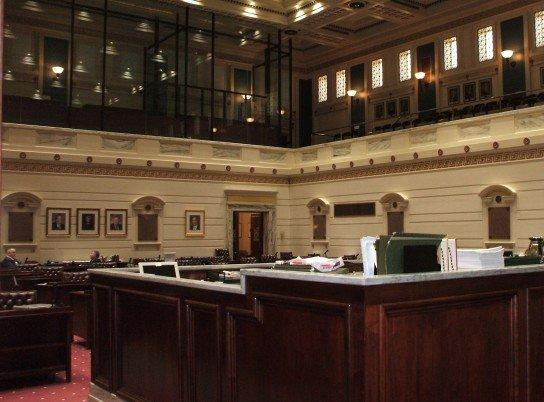
Sala posiedzeń Senatu w gmachu Kapitolu Stanowego Oklahomy w Oklahoma City

## Kierownictwo
stan na 17 listopada 2010
- Przewodniczący: Jari Askins (D, z urzędu jako zastępca gubernatora Oklahomy)
- Przewodniczący pro tempore: Glenn Coffee (R)
- Lider większości: Todd Lamb (R)
- Lider mniejszości: Charlie Laster (D)